# Прахлад Джані
Прахлад Джані, також відомий як «Матаджі» — індійський садху, народжений 13 серпня, 1929 р. у Чарада, область Мехсана, — помер 26 травня 2020 р. Він стверджував, що живе без їжі та води від 1940 р., і що богиня Амба підтримує його життя за допомогою амріти.
Його здатність залишатись здоровим без їжі та води була підтверджена дослідженнями у 2003 та 2010 роках, в останньому з яких брало участь 35 спеціалістів з різних галузей медицини, під наглядом індійського Інституту фізіології та споріднених наук (DIPAS), уряду штату Гуджарат, а також інших організацій.